# 石埠街道
石埠街道，是中华人民共和国广西壮族自治区南宁市西乡塘区下辖的一个乡镇级行政单位。

## 行政区划
石埠街道下辖以下地区：
罗文社区、石埠奶场社区、石埠村、西明村、石西村、上灵村、和安村、永安村、乐洲村、下灵村、忠良村、老口村和兴贤村。